# Luc Enting
Luc Enting (Norg, 1957) is een Nederlands producent, cameraman en maker van natuurfilms.

## Biografie

### Jeugd
Enting groeide op in het Drentse landschap. Van kinds af aan had hij een liefde voor de natuur. Zo telde hij hoeveel vogelnesten er waren. Toen hij met zijn vader een wandeltocht maakte, ontmoette hij een natuurfotograaf die hem stimuleerde om ook te gaan fotograferen. Hij is dit tot zijn vijfentwintigste blijven doen. Hierna werkte hij jarenlang als stedenbouwkundig tekenaar.

### Loopbaan
Enting bracht in 1996 zijn eerste film Het edelhert uit. Hierna ging hij werken als cameraman. Dit deed hij onder meer voor de natuurprogramma's Alle dieren tellen mee, Ja, natuurlijk en Puur natuur. Ook werkte hij mee aan een groot aantal documentaires en reclames. In 2018 verscheen zijn natuurfilm Wild. Deze film speelt zich af op de Veluwe. Het verhaal wordt hierbij verteld door André van Duin.

## Documentaires
- Vroege Vogels
- Lang leve de lente
- Afslag Reijerscamp
- Red de rijke weide
- Bos- en natuurgebieden van de gemeente Ede
- Tunnels for toads
- Vogelbescherming Nederland
- Bodemtransplantatie op Reijerscamp